# Seznam slezských šlechtických rodů, Č
Tento seznam obsahuje výčet šlechtických rodů, které byly v minulosti spjaty s územím Slezska. Podmínkou uvedení je držba majetku, která byla v minulosti jedním z hlavních atributů šlechty, případně, zejména u šlechty novodobé, jejich služby ve státní správě na území Slezska či podnikatelské aktivity. Platí rovněž, že u šlechty, která nedržela konkrétní nemovitý majetek, jsou uvedeny celé rody, tj. rodiny, které na daném území žily alespoň po dvě generace, nejsou tudíž zahrnuti a počítáni za domácí šlechtu jednotlivci, kteří ve Slezsku vykonávali pouze určité funkce (politické, vojenské apod.) po přechodnou či krátkou dobu. Nejsou rovněž zahrnuti církevní hodnostáři z řad šlechty, kteří pocházeli ze šlechtických rodů z jiných zemí.

## Č
- Čačkové z Červeného Kostela[1]
- Čaderští
- Čapkové ze Sán[2]
- Čapnárové z Podmlýna [2]
- Čáslavové z Podolí[2]
- Čechovicové z Pogovia[2]
- Čechovští[2]
- Čechovští z Čechovic[2]
- Čejkové z Badenfeldu[3]
- Čelové z Čechovic[2]
- Čeplové z Belku[2]
- Černínové ze Záboře[2]
- Černovští z Černovic[2]
- Čičovcové z Čičovic[2]
- Čisvicové z Borové[2]
- Čížovští z Čížova[2]